# Жан Редле
Жан Редле (фр. Jean Rédélé; 17 травня 1922, Дьєп — 10 серпня 2007, Париж) — французький автоконструктор та гонщик, засновник фірми «Alpine» — виробника автомобіля марки «Альпін».

## Біографія
Його батько був торговим представником і акціонером компанії «Рено» в приморському місті Дьєп. У 1946 році Жан Редле закінчив вищу економічну школу (École des hautes études commerciales). Після закінчення навчання Жан повернувся у Дьєп і допомагав своєму батьку ремонтуючи старі автомобілі та сільськогосподарську техніку.
Жан цікавився автомобільними перегонами. До 1940 року автомобільні перегони проводилися на стандартних автомобілях, або на авто з частковою модифікацією управління, підвіски, гальмів. До того ж в післявоєнній Європі існувало всього лише декілька фірм, які займалися тюнінгом автомобілів для автоперегонів, тому не дивно, що в 1946 році Жан Редле самостійно сконструював свій перший спортивний автомобіль, використавши серійний легковий Рено 4CV.
На цьому автомобілі Жан брав участь у найпрестижніших гонках «Тур де Франс», Кубок Альп та інших. А у 1952 році Редле пощастило на цьому авто виграти автоперегони Мілле Милья (Mille Miglia), які проходили в Італії, в категорії автомобілів з двигуном робочим об'ємом до 750 см³.
На основі Рено 4CV Жан Редле створив у 1955 році власний легкий спортивний автомобіль, який набував все більшої популярності. Його називали «берлінетта». Це був перший автомобіль марки "" і він випускався до 1960 року.
У 70-х роках минулого століття у компанії «Альпін» почалися труднощі і всі права на автомобільну марку «Альпін» у 1975 році були продані компанії Рено. На автомобільному заводі в Дьєпі зараз збирають автомобілі Renault Sport, Renault Clio.
Помер Жан Редле у Парижі у віці 85 років.

## Вшанування пам'яті
30 серпня 2008 року біля заводу «Альпін» у місті Дьєп було відкрито пам'ятник Жану Редле.